# Pazerav sbíhavý

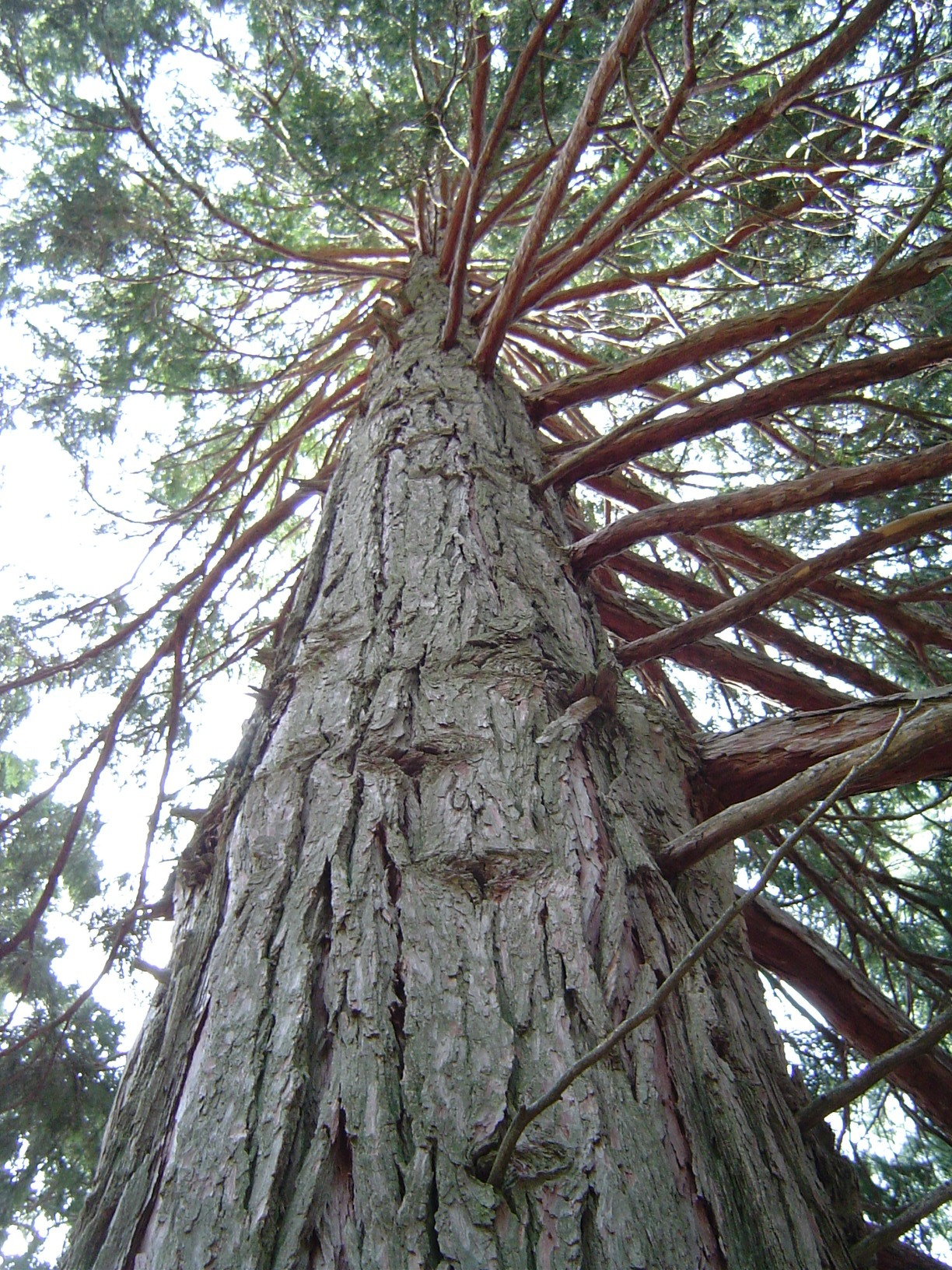
Pohled od paty do koruny

Pazerav sbíhavý (Calocedrus decurrens) je jehličnatý, stálezelený strom který pochází a je nejvíce rozšířen v horách na západě Spojených států amerických v Oregonu a Kalifornii. Obvykle roste na úbočích horských svahů v nadmořské výšce od 400 do 2700 m. Tento druh byl do Evropy (do Velké Británie) dovezen roku 1853 a byl ze semene vypěstován a vysázen v Edinburghu. Později se začal jako okrasná parková rostlina rozšiřovat dále po Evropě i mimo ní.
Do České republiky byl pazerav sbíhavý dovezen roku 1856 a vysázen v zámeckém parku Hluboká, roku 1910 u zámku v Jezeří a roku 1927 u zámku v Průhonicích. V České republice je i přes svůj atraktivní vzhled stále poměrně vzácný.

## Ekologie
Světlomilná rostlina snášející v mládí i polostín. Ke zdárnému růstu potřebuje větší půdní i vzdušnou vlhkost, snese však přechodně i sucho. Na úživnost půdy nebo alkalitu půdy nemá zvláštních nároků, ideální jsou půdy dobře propustné a vzdušné. Neškodí mu městské prostředí, je tolerantní vůči imisím i prachu, při tvrdých evropských zimách někdy namrzá. V jeho domovině bývají stromy starší 200 let napadány dřevokaznými houbami, hlavně bělochorošem hořkým (Tyromyces amarus), které způsobující jejich úhyn. Spory hub vnikají do dřeva stromů přes rány způsobené požáry (spálená hrubá kůra).
Roste poměrně pomalu, jeho velikost závisí na místních podmínkách. Ve vysokých nadmořských výškách a na zvlášť nevýživných a suchých lokalitách může být zakrslý nebo má keřovitou formu. Obvykle se vyskytuje ve smíšených lesích s ostatními druhy stromů, jen málokdy vytváří jednodruhové porosty. Ve Spojených státech se v Oregonu vyskytují jeho největší exempláře, nejvyšší (69,8 m) i s nejtlustším kmenem (391 cm). Stromy se tam dožívají věku přes 500 let, nejstarší ověřený má 542 roků. V Evropě měří nejvyšší strom 38 m a nejširší má průměr 187 cm.

## Popis
Jehličnatý jednodomý strom, dosahující průměrně výšky 40 m a šířky kmene 2 metry, se štíhlou kuželovitou korunou. Kořenový systém má mnoho do stran vedoucích kořenů které zaručují dobré ukotvení. Kůra sloupovitého kmene je červenohnědá, lesklá a již od mládí se odlupuje v dlouhých pásech a šupinách, u starších stromů tloustne a chrání tak kmen před požáry. Větve rostou výrazně šikmo vzhůru, u starších jedinců se stávají vodorovnými a na koncích jsou mírně převislé. Letorosty jsou ploché, mívají šířku do 2 mm a z horní i spodní strany bývají trávově zelené, někdy mají na spodní straně nevýraznou bělavou kresbu; mladé letorosty po rozemnutí voní po pryskyřici. Asimilačními orgány jsou drobné, podlouhle vejčité, křižmostojné, střechovitě se kryjící šupinovité lístky přitisklé k větvičce. Lístky na hlavním výhonu jsou dlouhé i 12 mm, na bočních výhonech jen 4 mm, jejich špičky odstávají a proto větvičky pazeravu působí na omak drsně.
Asi ve třiceti létech začíná pazerav sbíhavý plodit. Samičí šištice vyrůstají na koncích větviček a v mládí mají zelenavou nebo růžovou barvu; samčí šištice jsou nažloutlé. Šišky ve zralosti jsou zbarveny hnědé či žlutohnědé, jsou hladké, oválné, 2 až 3 cm dlouhé a 1 cm tlusté, mají tři páry vstřícně postavených semenných šupin. V šišce jsou nejvýše čtyři semena, která mají béžovou nebo hnědou barvu, bývají asi 7 mm velká a uzrávají již prvním rokem. Semena jsou vybavena dvěma nestejnými křidélky dlouhými až 15 mm.
Druh se dobře množí vegetativně i generativně. Klíčivost semen je ve středoevropských podmínkách po stratifikaci asi 30 %, lze také množit polovyzrálými řízky nebo dokonce roubováním za kůru na podnože zeravů. Ploidie druhu je 2n = 22.

## Význam
V místech původního výskytu je pazerav sbíhavý důležitý hospodářský druh, jeho lehké, měkké a mírně voňavé dřevo je odolné proti hnilobě i povětrnostním vlivů. Je rozděleno na úzkou a světlou běl a na světle hnědé až načervenalé jádro. Je odolné vůči hmyzím škůdcům.
Z důvodu vyčerpáni zásob je jeho těžba již omezena, přesto se dále používá hlavně v exteriéru kde se uplatňuje jeho odolnost vůči vlhkosti a rozměrová stabilita. Vyrábějí se z něho okna, zahradní lavičky, slouží k venkovním obkladům a ke zhotovení různých zahradních konstrukcí. Dobře se opracovává a používá se na rozličné bytové doplňky. Pro líbivou barvu a aromatickou vůni je populární i pro vnitřní obklady stěn, obzvláště je v oblibě zbarvené dřevo nařezané ze stromu napadeného houbou. V minulosti bylo jeho dřevo hlavní surovinou pro výrobu tužek.
Druh roste v porovnání s běžně pěstovanými jehličnatými stromy velmi pomalu a proto obvykle není v lesní kultuře vysazován s předpokladem hospodářského využívání. Je však sázen jako okrasný strom do parků a velkých zahrad, ať již jako solitéra nebo v menší skupině. Jsou již vyšlechtěny některé kultivary, např. 'Aureovariegata' se žlutě panašovanými větvičkami.

## Taxonomie
Pazerav sbíhavý je někdy nesprávně řazen do malého rodu Libocedrus.

## Galerie

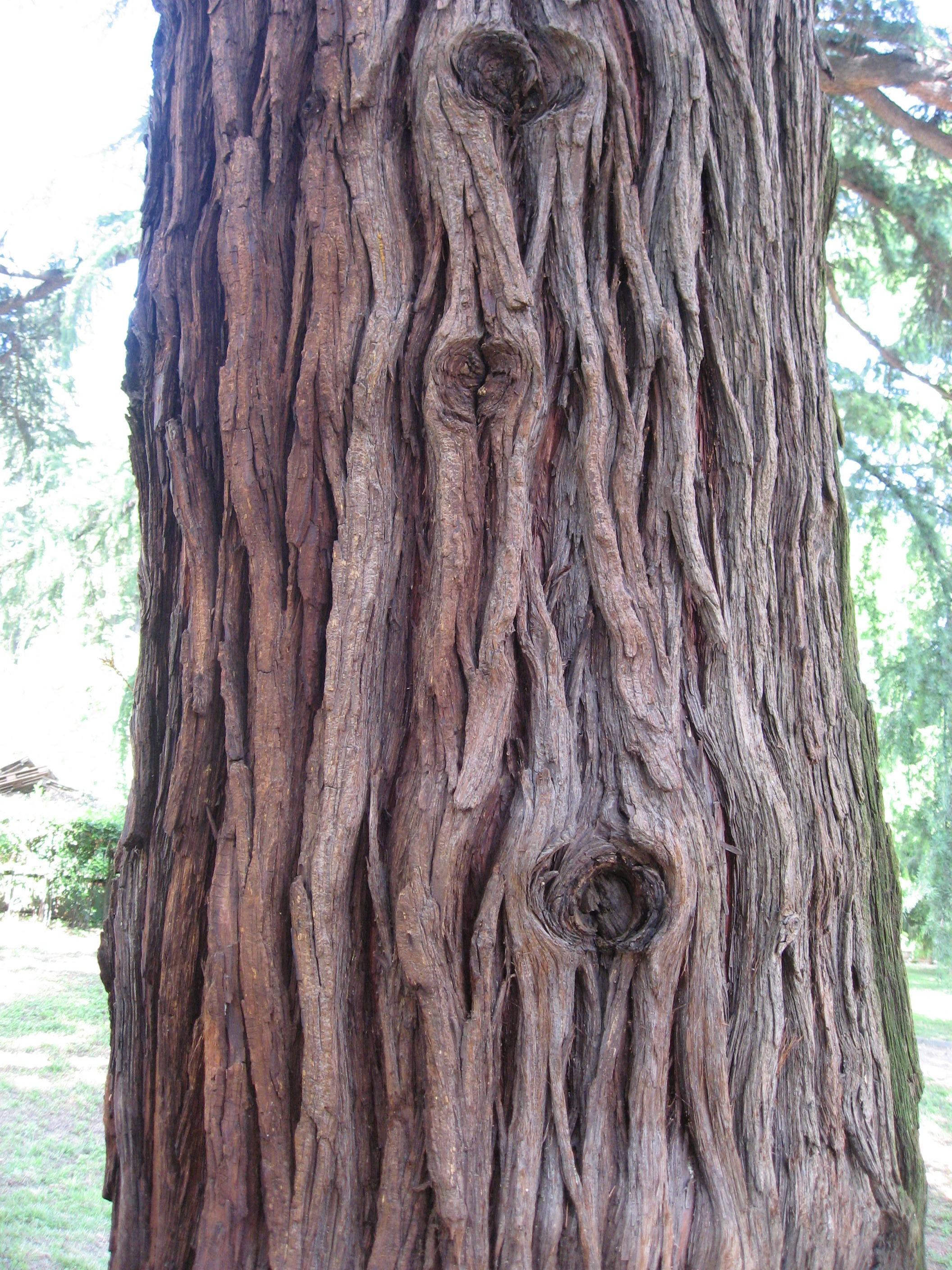
Kmen
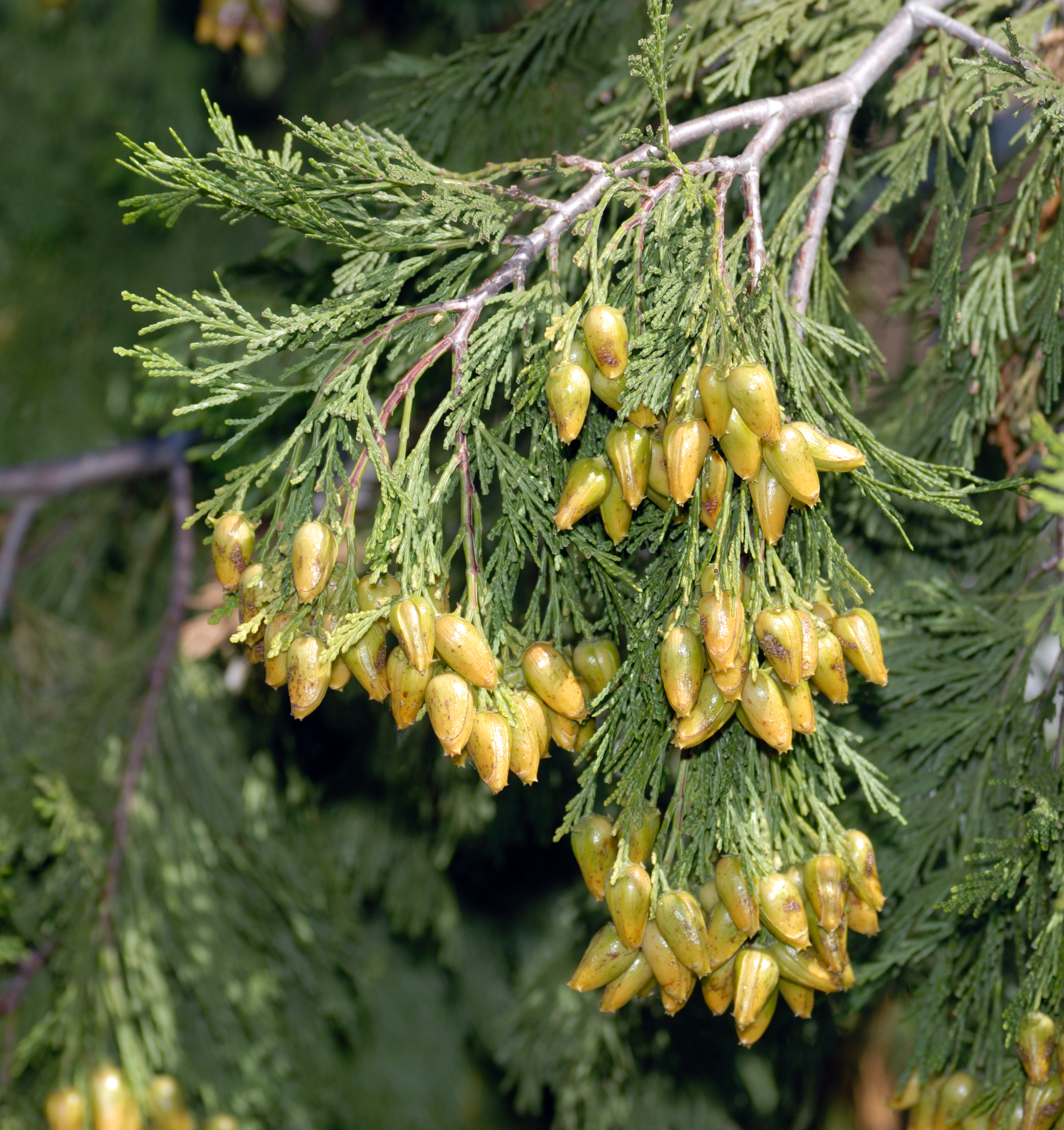
Zrající šištice
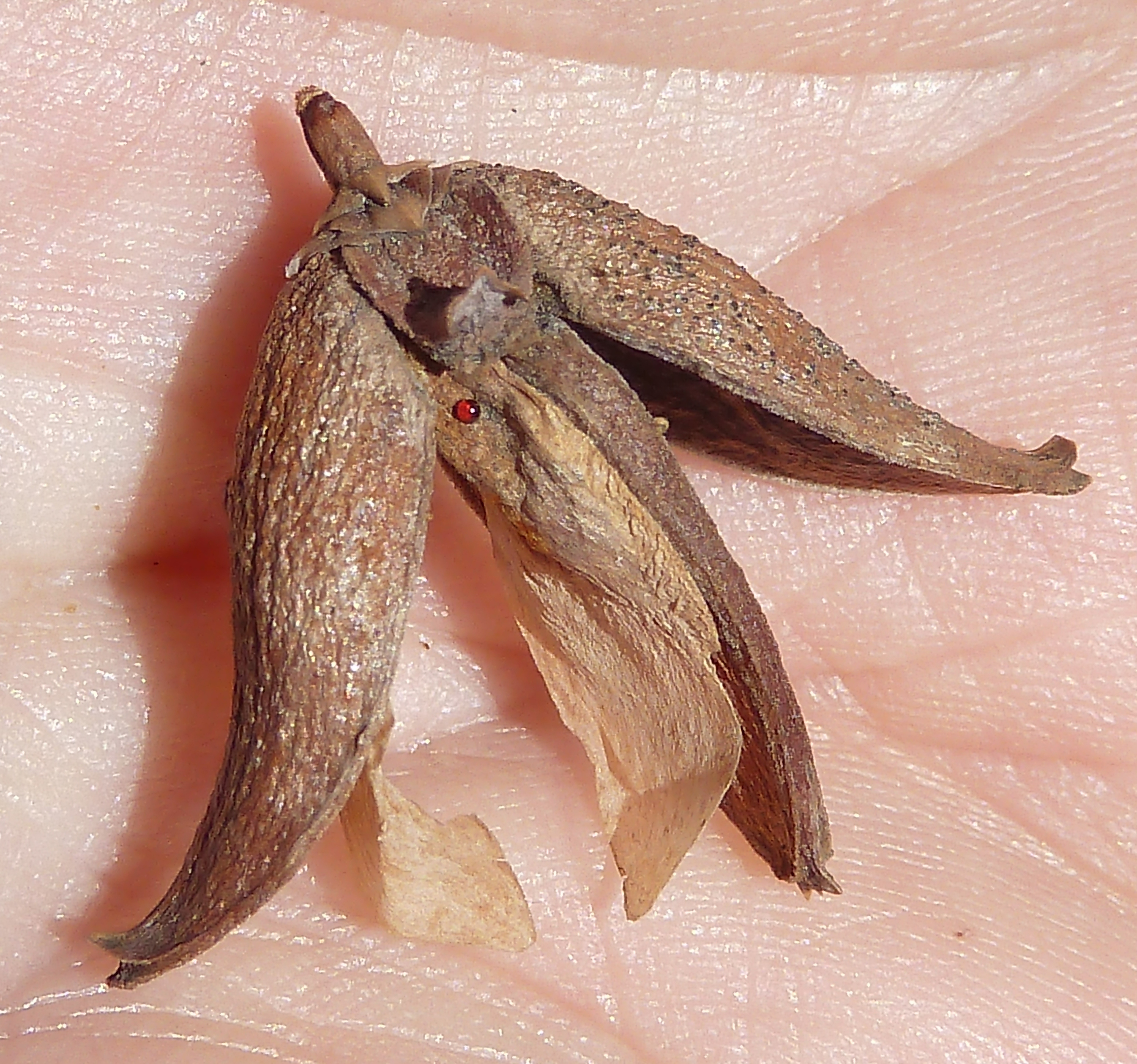
Zralá šištice se semeny
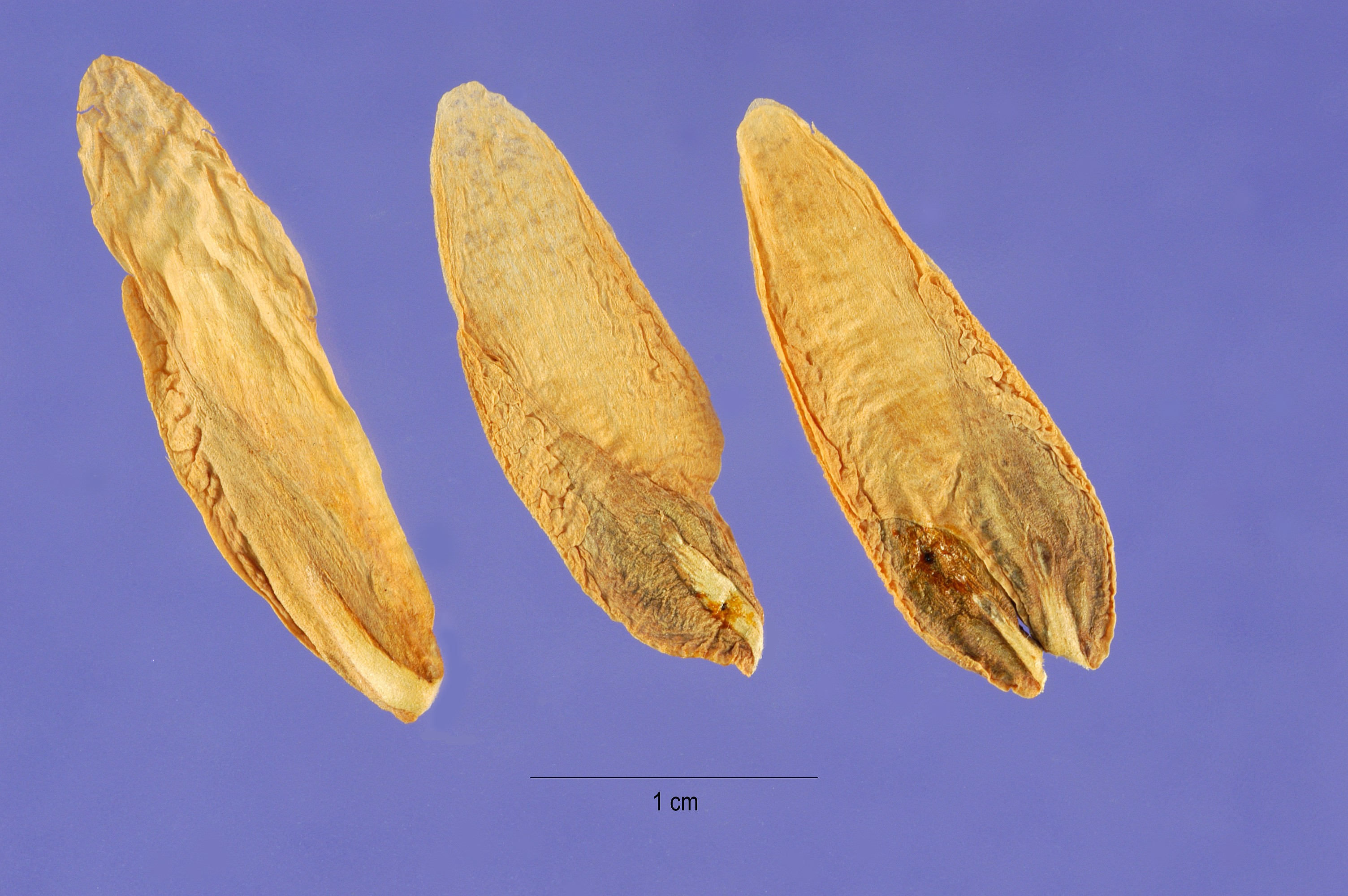
Okřídlená semena
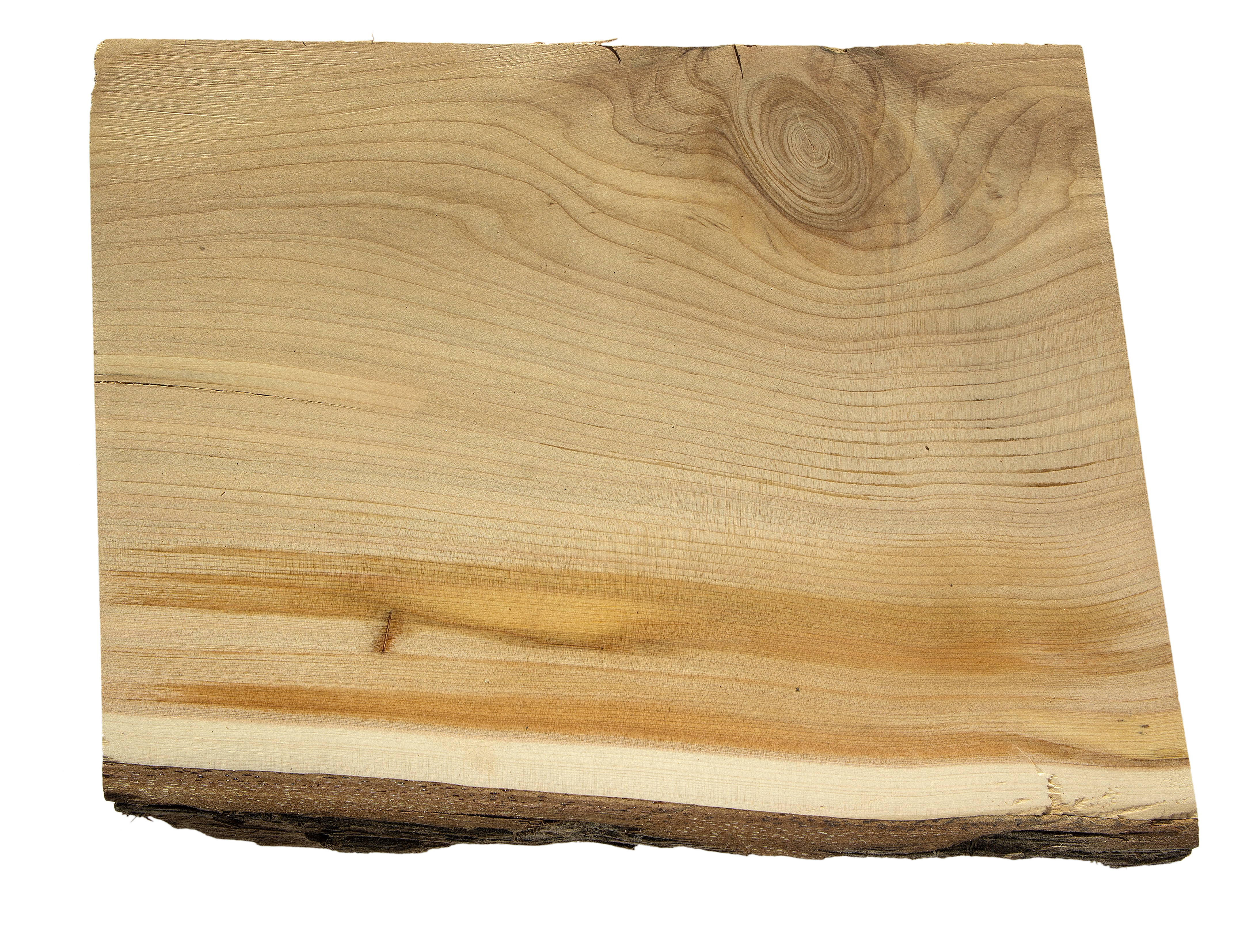
Dřevo